# NGC 5836
NGC 5836 (другие обозначения — UGC 9664, MCG 12-14-16, ZWG 337.26, 7ZW 576, PGC 53554) — спиральная галактика с перемычкой (SBb) в созвездии Малая Медведица.
Этот объект входит в число перечисленных в оригинальной редакции «Нового общего каталога».